# Tengella
Tengella is een geslacht van spinnen uit de familie Zoropsidae.

## Soorten
- Tengella albolineata (F. O. P.-Cambridge, 1902)
- Tengella perfuga Dahl, 1901
- Tengella radiata (Kulczynski, 1909)